# پایان‌جهان
پایان‌جهان (به انگلیسی: WorldEnd) که نام کامل آن در پایان دنیا چه می‌کنی؟ سرت شلوغ است؟ ما را نجات خواهی داد؟ (終末なにしてますか？　忙しいですか？　救ってもらっていいですか？ Shūmatsu Nani Shitemasu ka? Isogashii Desu ka? Sukutte Moratte Ii Desu ka? ) است و با نام سوکاسوکا (SukaSuka) نیز شناخته می‌شود، یک مجموعه لایت ناول ژاپنی نوشته آکیرا کاره‌نو و با تصویرگری اوئه (Ue) است. جلد اول این مجموعه در ۱ نوامبر ۲۰۱۴ توسط کادوکاوا شوتن تحت برند اسنیکر بونکو (Sneaker Bunko) منتشر شد و این سری با انتشار جلد پنجم در آوریل ۲۰۱۶ به پایان رسید. یک مجموعه دنباله با نام "در پایان دنیا چه می‌کنی؟ فقط یک‌بار دیگر، می‌توانیم همدیگر را ببینیم؟" (Shūmatsu Nani Shitemasu ka? Mō Ichido dake, Aemasu ka?، به ژاپنی: 終末なにしてますか？もう一度だけ、会えますか？) که با نام سوکاموکا (SukaMoka) نیز شناخته می‌شود، از آوریل ۲۰۱۶ با انتشار اولین جلد آغاز شد.

## داستان
بیش از ۵۰۰ سال از زمانی می‌گذرد که نسل بشر تقریباً در آستانه انقراض به دست موجودات ترسناک و اسرارآمیز موسوم به «هیولاها» قرار گرفت. نژادهای باقی‌مانده اکنون برای در امان ماندن از دسترس این موجودات، در جزایر معلقی در آسمان زندگی می‌کنند، جایی که تنها سریع‌ترین هیولاها می‌توانند به آن برسند.
تنها گروهی از دختران جوان معروف به «لپرکان‌ها» قادر به استفاده از سلاح‌های باستانی «داگ» هستند، سلاح‌هایی که برای مقابله با هجوم این موجودات خطرناک ضروری‌اند. در میان زندگی ناپایدار و زودگذر این مردم، جایی که یک فراخوان ساده می‌تواند حکم مرگ قطعی را داشته باشد، شخصیتی غیرمنتظره پا به این دنیا می‌گذارد: مردی اسرارآمیز که در آخرین نبرد خود، ۵۰۰ سال پیش، همه‌چیز را از دست داده و پس از یک خواب یخ‌زدهٔ طولانی بیدار شده است.
این مرد که دیگر قادر به جنگیدن نیست، ویلم نام دارد و به پدری تبدیل می‌شود که این دختران هرگز نداشته‌اند. او از آن‌ها مراقبت کرده و بزرگشان می‌کند، در حالی که با زندگی جدید خود کنار می‌آید، زندگی‌ای که در آن، درد انتظار بی‌ثمر برای بازگشت عزیزانش را تجربه می‌کند؛ دردی که زمانی «دخترش» برای او احساس کرده بود.
ویلم و لپرکان‌ها به‌تدریج معنای واقعی خانواده را درمی‌یابند و می‌فهمند که در این زندگی، چه چیزی واقعاً ارزش محافظت کردن دارد.